# Фрушка-Гора (национальный парк)
«Фрушка-Го́ра» (серб. Национални парк Фрушка гора) — национальный парк в Воеводине, в Сербии, расположенный неподалёку от города Нови-Сад. Статус национального парка был присвоен в 1960. Высочайшие вершины — Црвени-Чот (538 м), Орловац (512 м) и Иришки-Венац (490 м), где располагается туристический центр. Парк раскинулся вдоль правого берега Дуная, на 80 км в длину и 15 км в ширину. Образование горы началось в мезозой, 90 млн лет назад; учёные называют её «зеркалом геологического прошлого» — в ней было обнаружено 164 окаменелых вида животных, датируемых 123 млн лет. На горе растут дубы, граб, бук, липа и другие деревья; более 50 видов растений находятся под защитой.
На горе есть несколько археологических памятников (неолита, халколита, бронзового века и римских времён), таких, как древние монастыри (всего 17), построенные с конца 15 по 18 век, узнаваемые по специфичной архитектуре, а также казначейства, библиотеки и фрески. Центр управления национальным парком находится в городском поселении Сремска-Каменица.

## География
Парк расположен в Среднедунайской низменности. К югу и северу территория парка очень неровная из-за горных потоков, причём по сторонам от основного узкого гребня располагаются боковые хребты, часто с очень крутыми склонами. Северный склон круче южного из-за подмывания Дунаем. По той же причине, плато, окружающее хребет, уже по ширине на севере.
На склонах и нижней части хребта расположены пастбища, плодородные земли, виноградники и фруктовые сады, а на высоте более 300 м над уровнем моря расположены густые лиственные леса.

## Происхождение названия
Название парка происходит от названия горного хребта, а название собственно хребта Фрушка-Гора происходит от слова «фруг» (по-сербски — прото-французский). Фригийцы (из Малой Азии), вследствие этимологической схожести, сохранили память о народе, который давно покинул те места.

## Внешние ссылки
- www.npfruskagora.co.rs — веб-сайт о национальном парке «Фрушка-Гора» (серб.). Архивировано из оригинала 10 июня 2018 года.
- Б92: гора Орловац (серб.). Архивировано из оригинала 5 марта 2008 года.
- Информация о национальном парке «Фрушка-Гора» (серб.). Архивировано из оригинала 16 декабря 2005 года.